# Aurachtal
Aurachtal  er en kommune i Landkreis Erlangen-Höchstadt i Regierungsbezirk Mittelfranken i den tyske delstat Bayern. Den er administrationsby for Verwaltungsgemeinschaft Aurachtal.

## Geografi
Kommunen ligger i dalen til floden Aurach vest for Herzogenaurach.
Nabokommuner er (med uret fra nord):

Weisendorf, Herzogenaurach, Emskirchen, Oberreichenbach

## Historie
Kommunen Aurachtal blev dannet i 1978 ved en sammenlægning af de tidligere selvstændige kommuner Münchaurach, Falkendorf, Neundorf og Unterreichenbach.
Benediktinerklosterrt Münchaurach blev indviet i 1128 af biskop Otto von Bamberg (1102 – 1139) og i 1528overtaget af markgreveerne fra Brandenburg-Bayreuth.
- Wikimedia Commons har flere filer relateret til Aurachtal